# Immeuble Cheval
Pour les articles homonymes, voir Cheval (homonymie).
L'Immeuble Cheval est un monument historique situé à Nouméa, en Nouvelle-Calédonie dont la façade sud est classée depuis 2006.

## Histoire
À l'origine, l'immeuble Cheval est le siège social de la SNC Joseph CHEVAL crée en 1927. Plus tard, il héberge les employés de la SARL Jean CHEVAL jusqu'en 2011. En 1993, un arrêté de la ville de Nouméa déclare que l'Immeuble Cheval est insalubre. En 1997, la SARL Jean CHEVAL ferme une partie de ses activités mais les familles d'employés continuent à vivre dans le bâtiment, ne s'acquittant que des frais d'eau et d'électricité. Aloisio Vaitulukina, président des ressortissants du royaume futunien de Sigave, est le chef des lieux mais décède en 2006. En mai 2006, la façade de l'immeuble Cheval est classée patrimoine historique.
Le 19 septembre 2006, l'Immeuble Cheval ainsi que les 7,5 ares sur lesquels il est bâti est alors déclaré cessible. Il abrite alors 22 familles. Mais en décembre 2006, Jean Cheval fait valoir son droit de repentir. La Mairie de Nouméa fait valoir son droit de préemption pour s'accaparer l'immeuble à bas prix. En 2011. Jean Cheval décède.
Par la suite, des chantiers graffiti sont organisés par la Ville de Nouméa afin d'agrémenter l'Immeuble Cheval ; en août 2013 pour la façade ouest, côté mer, et en janvier 2014 pour la façade est, côté ville,.
La réhabilitation de l'Immeuble Cheval commence le lundi 22 octobre 2018. Elle devrait s'achever fin janvier 2020. La façade sud étant classée dans la liste des monuments historiques, elle sera conservée. Un étage supplémentaire devrait être ajouté. Le bâtiment devrait comprendre une grande salle des fêtes, une terrasse ainsi qu'une placette où se tiendra un marché hebdomadaire.